# Роботизирана хирургия
Роботизираната хирургия е минимално инвазивно лечение, при което с помощта на робот, който се явява посредник между хирурга и пациента, се постига по-голяма прецизност.

## Описание
Роботизирана хирургия увеличава гъвкавостта, прецизността и контрола на лекарите, осигурява безпроблемното извършване на сложни интервенции, някои от които биха били дори невъзможни при стандартните методи. Освен това при тях се наблюдават по-малко усложнения, болничният престой е по-кратък и пациентът се възстановява бързо.
Най-често се прилага в:
- урологията – радикална простатектомия, пиелопластика, нефректомия, цистектомия и други;
- гинекологията – хистеректомията, миомектомия, салпинго-оофоректомия и други;
- общата хирургия – апендектомия, холецистектомия, гастректомия и други;
- сърдечносъдовата хирургия;
- белодробната хирургия;
- неврохирургията – отстраняване на тумори през носната кухина, стереотактична биопсия и други.[2]

## История
Първият известен робот, използван с хирургически цели, е Arthrobot, изобретен в Канада през 1983 г.